# Skare (localitate)
Skare este o localitate din comuna Odda, provincia Hordaland, Norvegia, cu o suprafață de 0,29 km² și o populație de 320 locuitori (2013).